# The Young Pope
The Young Pope is een televisieserie van bedenker Paolo Sorrentino.

## Verhaal
De fictieve Lenny Belardo wordt onverwacht als nieuwe paus gekozen. Deze knappe en jonge Amerikaan kiest als naam paus Pius XIII. Kardinaal-staatssecretaris Angelo Voiello blijkt zijn medekardinalen te hebben aangespoord voor Belardo te kiezen omdat hij denkt deze jongeman te kunnen kneden. Helaas blijkt de nieuwe paus aartsconservatief en wraakzuchtig te zijn en er bijzondere gewoontes op na te houden. De gevestigde orde in het Vaticaan raakt totaal ontregeld.

## Rolverdeling
| Acteur           | Personage                      |
| ---------------- | ------------------------------ |
| Jude Law         | Paus Pius XIII (Lenny Belardo) |
| Diane Keaton     | Sister Mary                    |
| Silvio Orlando   | Cardinal Angelo Voiello        |
| Javier Cámara    | Bernardo Gutierrez             |
| Scott Shepherd   | Cardinal Andrew Dussolier      |
| Cécile de France | Sofia                          |
| Ludivine Sagnier | Esther                         |
| Toni Bertorelli  | Cardinal Caltanissetta         |
| James Cromwell   | Cardinal Michael Spencer       |

## Prijzen
The Young Pope won in 2016 de Fondazione Mimmo Rotella Award op het Filmfestival van Venetië.